# Windows Server 2008
A Windows Server 2008 a Microsoft Windows operációs rendszerek kiszolgáló-vonalának egyik változata. 2008. február 27-én jelent meg, csaknem 5 évvel elődje, a Windows Server 2003 után. A személyi számítógépeken használt Windows Vista operációs rendszerrel megegyezik a kódbázisuk, ezért a végleges változat megjelenésekor máris SP1 lett a verziószáma a Vista kóddal való szinkron megőrzése végett. A Vistához hasonlóan a Windows NT 6.0 kernelre épül.
Fejlesztése során 2007. május 16-áig Longhorn kódnéven volt ismeretes, míg a Microsoft akkori elnöke, Bill Gates bejelentette hivatalos nevét, a Windows Server 2008-at a WinHEC konferencián.
A Beta 1 változat 2005. július 27-én jelent meg, a Beta 2-t a 2006. május 23-i WinHEC 2006-on jelentették be és jelentették is meg, a Beta 3 2007. április 25-én jelent meg nyilvánosan. A Release Candidate 0 változatot 2007. szeptember 24-én tették széles körben elérhetővé, a Release Candidate 1-et pedig 2007. december 5-én. A Windows Server 2008 RTM (gyártásra kész) változata 2008. február 4-én vált véglegessé, a hivatalos termékbejelentést 2008. február 27-ére időzítették,
Magyarországon március 5-én került sor rá, a Lurdy Házban.
A második kiadás, a Windows 7 kódbázisára épülő Windows Server 2008 R2.

## Kiadások
A Windows Server 2008 legtöbb kiadása elérhető x86-64 (64 bites) és x86 (32 bites) változatokban egyaránt. A Windows Server 2008 for Itanium-based Systems az IA-64 processzorokon futtatható. Az IA-64 verziót a nagy teljesítményigényű alkalmazásokra optimalizálták, mint amit adatbázis-kiszolgálók és más Line of Business (LOB, magyarul kb. az egy-egy speciális üzleti igény kielégítésére létrehozott alkalmazások csoportjára utal) alkalmazások igényelnek. Ilyenformán nincs optimalizálva fájlkiszolgálóként vagy médiakiszolgálóként történő használatra. A Microsoft bejelentése szerint a Windows Server 2008 az általuk kiadott utolsó 32 bites Windows server operációs rendszer. A Windows Server 2008 az alábbi kiadásokban kapható, hasonlóan a Windows Server 2003-hoz.
- Windows Server 2008 Standard Edition (x86 és x64)
- Windows Server 2008 Enterprise Edition (x86 és x64)
- Windows Server 2008 Datacenter Edition (x86 és x64)
- Windows HPC Server 2008
- Windows Web Server 2008 (x86 és x64)
- Windows Storage Server 2008 (x86 és x64)
- Windows Small Business Server 2008 (kódnév: „Cougar”, azaz puma) (x64) a kisvállalkozások számára
- Windows Essential Business Server 2008 (kódnév: „Centro”) (x64) a középvállalkozások számára[9]
- Windows Server 2008 for Itanium-based Systems

A Server Core elérhető Standard, Enterprise és Datacenter kiadásokban is. Nem érhető el azonban a Web edition és az Itanium editionben. Lényeges, hogy a Server Core egyszerűen egy kiszolgáló-szerepkör, amit egyes kiadások támogatnak, önmagában nem alkot önálló kiadást. A Beta 3 verzió esetében minden kiadás próbaverziója külön DVD-n volt elérhető.

## Újdonságok
Lásd még: A Windows Vista újdonságai
A Windows Server 2008 kódbázisa a Vistáéval megegyezik, ezért architektúrájukban és funkcionalitásukban is sok közös vonás található. A közös kódbázis miatt a Windows Server 2008 automatikusan tartalmazza a Vista technológiai, biztonsági és menedzsment terén hozott újdonságait, mint például az újraírt hálózati protokollverem (networking stack), benne natív IPv6, natív vezeték nélküli hálózat, sebességi és biztonsági fejlesztések); továbbfejlesztett lemezkép-alapú telepítés, kiszolgálókonfigurálás és visszaállítás; továbbfejlesztett diagnosztikai, rendszerfelügyeleti, eseménynaplózási és jelentéskészítő eszközök; új biztonsági funkciók, mint a Bitlocker és az ASLR (véletlenszerű címterület-kiosztás); továbbfejlesztett Windows tűzfal biztonságos alapértelmezett beállításokkal; .NET Framework 3.0 technológiák, mint a Windows Communication Foundation, Microsoft Message Queuing és a Windows Workflow Foundation; továbbá alacsony szintű kernel-, memóriakezelési és fájlkezelési fejlesztések. A processzor- és memóriaeszközök kezelését a Plug and Play eszközök mintájára oldották meg, alkalmas hardveren lehetővé téve ezek menet közbeni cseréjét (hot-plugging). Szintén lehetővé vált a rendszer erőforrásainak dinamikus felosztása, azaz a Dynamic Hardware Partitioning; minden hardverpartícióhoz saját memória-, processzor- és I/O host bridge eszközök tartoznak, amik függetlenítve vannak a többi hardverpartíció eszközeitől.

### Server Core
A Windows Server 2008-rel megjelenő egyik leglátványosabb új lehetőséget a Server Core-telepítés (kb. „központi funkciókat tartalmazó kiszolgáló”) hozza. A Server Core telepítéskor a szerverkomponensek jelentős része, elsősorban a grafikus felhasználói felülethez kötődő funkciók nem települnek fel. Így egy Server Core kb. 95 százalékban parancssorból működik, nincs is Windows Explorer shell. GUI nélkül a kiszolgáló konfigurálása és karbantartása parancssori ablakokból, WS-Management/Windows Remote Management útján, illetve távoli Microsoft Management Console-ablakokból történhet. A grafikus felületből azért a Jegyzettömb és néhány vezérlőpult-elem, mint például a Területi és nyelvi beállítások elérhetők maradnak. Nem része a Server Core telepítésnek a .NET Framework és az Internet Explorer sem.
Számos kiszolgálói feladatkört képes ellátni a Server Core, de lényegesen kevesebbet, mint a teljes funkcionalitású telepítésnél. Nem is lehet bármilyen alkalmazást rátelepíteni (csak az automatizált – unattended – MSI telepítések futnak le). Egy Server Core gépet a következő feladatkörökre lehet konfigurálni: tartományvezérlő/Active Directory Domain Services, ADLDS (Active Directory Lightweight Directory Services avagy ADAM), DNS-kiszolgáló, DHCP-kiszolgáló, fájlkiszolgáló, nyomtatókiszolgáló, Windows Media Server, Terminal Services Easy Print, TS Remote Programs és TS Gateway, IIS 7 webszerver és Hyper-V virtuális szerver. Ez utóbbi szerepkör az előrejelzések szerint a Windows Server 2008 megjelenése utáni 180 napon belül fog megjelenni.
A Server Core telepítésmód egyik előnye az alacsonyabb erőforrásigény: egy teljes értékű Server Core tartományvezérlő elfut 128 MB-on, 512 MB memória és 5-6 GB merevlemez elég a teljes funkcionalitáskészlet kihasználásához. További előnye, hogy kisebb a támadási felülete, mivel sok nem használt szolgáltatás, ami esetleg betörési célpont lehet, fel sem települ rá. Ha (gyakorlatilag) hiányzik a grafikus felület és a hozzá kötődő rengeteg alkalmazás, várhatóan jóval kevesebb lesz a telepítendő biztonsági és egyéb javítások száma is.

### Active Directory szerepkörök
Az Active Directoryt a Windows Server 2008-ban kibővítették személyazonosság alapú hozzáférés-kezelés (Identity management), tanúsítványkezelési és tartalomvédelmi szolgáltatásokkal. Az Active Directory a Windows Server 2003-ig lehetővé tette a hálózati rendszergazdák számára a számítógépek központosított felügyeletét, házirendek előírását felhasználói vagy számítógépcsoportok számára és alkalmazások központi telepítését. Az Active Directorynak ezeket a szerepköreit a Windows Server 2008-ban átnevezték Active Directory Domain Services-re (ADDS). Új szolgáltatások is bevezetésre kerültek, köztük az Active Directory Federation Services (ADFS), az Active Directory Lightweight Directory Services (ADLDS, korábban Active Directory Application Mode vagy ADAM), az Active Directory Certificate Services (ADCS) és az Active Directory Rights Management Services (ADRMS). A személyazonosság alapú hozzáférés-kezelési és tanúsítványkezelési szolgáltatásokkal lehetővé válik a felhasználók identitásadatainak a biztonsági határokat átívelő megosztása, a felhasználók és a különböző szolgáltatásokhoz és rendszerekhez hozzáférést nyújtó digitális tanúsítványainak kezelése. A Windows 2003 R2-ben debütált Federation management-szolgáltatások az extranetes alkalmazások számára nyújtanak erősebb védelmet adó hitelesítési és egyszeri bejelentkezési (Single Sign-on) szolgáltatásokat. Ezekkel lehetővé válik, hogy a vállalat megbízható partnerei és vásárlóival megossza bejelentkezési adatait, hogy például egy tanácsadó saját, vállalati felhasználói nevével és jelszavával beléphessenek kliense hálózatára. A Windows 2003 R2-ből megismert Identity Integration Feature Pack, amellyel integrálhatók több címtár, illetve ADAM-megvalósítás azonosíthatósági adatai, Active Directory Metadirectory Services néven érhető el. Ezek a szolgáltatások mind egy-egy kiszolgálói szerepkört képviselnek.
Az újdonságok közé tartozik, hogy az Active Directory (ADDS) különálló szolgáltatásként (nem valódi Windows szolgáltatás, az LSASS processz része) fut a tartományvezérlőkön (Domain Controller Service), leállítható vagy újraindítható parancssorból vagy MMC-ből a tartományvezérlő újraindítása nélkül. Ez csökkenti a leállási időt az Active Directory karbantartásakor.

#### Read-Only Domain Controller
Bevezetésre került egy új tartományvezérlői üzemmód, az írásvédett vagy csak olvasható tartományvezérlőké (Read-Only Domain Controller, RODC). Ezt elsősorban a külső telephelyekre szánja a Microsoft, ahol nem érhető el a központéval megegyező szintű fizikai biztonság. Az RODC az Active Directorynak (pontosabban az objektumok a sémában meghatározott attribútumainak) egy csak olvasható másolatát tartalmazza, bármilyen írási kísérletet egy teljes értékű tartományvezérlőre irányít át. A jelszavakat alapértelmezésben nem gyorsítótárazza, tervezési döntést igényel, hogy pontosan mely felhasználói fiókok jelszavát tárolhatja, hogy esetleges hálózati kimaradás esetén is be tudjanak jelentkezni a tartományba a távoli telephelyen. Az RODC üzemmód működéséhez szükséges, hogy egy Windows Server 2008 operációs rendszert futtató tartományvezérlőről szinkronizálja a központ adatait. Az RODC tartományvezérlőkön – a megszokottól eltérően – helyi rendszergazdai fiók is található, ezzel rutin adminisztrációs feladatokat lehet végezni (hálózati kártya telepítése, particionálás stb.) a tartományhoz való rendszergazdai jogosultság nélkül. Kombinálható a Server Core telepítési móddal.

### Terminálszolgáltatások
A Windows Server 2008 nagy újításokat hozott a terminálszolgáltatások terén. A Terminal Services támogatja a Remote Desktop Protocol 6.0-s verzióját. A leglátványosabb fejlesztés a Távoli alkalmazások (Terminal Services Remote Programs) funkció, amivel lehetőség nyílik egy távoli asztali kapcsolaton keresztül csak egyetlen alkalmazás átvételére. A programok úgy működnek, mintha a helyi számítógépen futnának, így a felhasználók egyszerre futtathatják a távoli és a helyi programjaikat. A további újdonságok közé tartozik a Terminal Services Gateway (Átjáró) és a Terminal Services Web Access (teljes értékű webes felület). A Terminal Services Gateway segítségével a hitelesített számítógépek biztonságosan kapcsolódhatnak egy terminálkiszolgálóhoz, illetve távoli asztali kapcsolattal rájelentkezhetnek az interneten keresztül HTTPS-be csomagolt RDP-vel, anélkül hogy előtte VPN-munkamenetet kellene létrehozni. Nincs szükség a tűzfalon külön portok megnyitására, mivel az RDP a HTTPS-be van becsomagolva. A Terminal Services Web Access (Webes hozzáférés) beállításával a terminálszolgáltatás-munkamenetekhez webes felületen is lehet csatlakozni. A TS Web Access-hez tartozik egy rugalmas IIS és Sharepoint webes rész (Webpart), ami az elérhető alkalmazásokat és kapcsolatokat kiajánlja a felhasználónak. A TS Gateway és a TS Remote Programs használatával a teljes kommunikáció titkosítva zajlik (HTTPS), és a távoli alkalmazások a felhasználói élmény szempontjából alig megkülönböztethetőek a helyi alkalmazásoktól. Ha egy felhasználó több távoli alkalmazást indít, azok egy munkamenetben futnak, így nincs szükség további licencek vásárlására.
A Terminal Services Easy Print alkalmazásával a rendszergazdának nem kell többé minden elképzelhető nyomtató illesztőprogramját telepíteni a szerverre, enélkül is át lehet irányítani a nyomtatókat a terminálszolgáltatás-munkamenetbe, azok teljes felhasználói felületével és tulajdonságaival együtt. A munkamenetek létrehozása a Windows Server 2008-ban már párhuzamosan, nem sorosan történik – az új munkamenet-modellben egyszerre legalább négy munkamenetet lehet kezdeményezni a szerveren, vagy még többet, ha a szerverben négynél több processzor található.

### Windows PowerShell
Bár az Exchange 2007-ben már fontos szerepet kapott, a Windows Server 2008 az első operációs rendszer, ami támogatja a Windows PowerShellt (korábbi neve: Monad), a Microsoft új, kiterjeszthető parancssori értelmezőjét, egyben objektumorientált programozási és vezérlési felületét. A PowerShell a Microsoft .NET Framework 2.0-s változatán alapul, több mint 120 rendszeradminisztrációs segédprogramot tartalmaz, konzisztens szintaxisa és névkonvenciói vannak. A PowerShell-lel egyszerűen manipulálható a fájlrendszer, a Beállításjegyzék, a tanúsítványtár, a biztonsági és egyéb rendszerbeállítások, a Windows Management Instrumentation, továbbá egyéni feltételek szerint gyűjthetők és rendszerezhetők különböző forrásokból érkező adatok. A PowerShell szkriptnyelvét kifejezetten az IT adminisztráció céljára tervezték, a cmd.exe és a Windows Script Host kiváltására is felhasználható.

### Öngyógyító NTFS
A korábbi Windows-verziókban, ha az operációs rendszer hibát észlelt egy NTFS-kötet fájlrendszerében, „piszkosnak” jelölte a kötetet: a hibák kijavításához le kellett csatolni (illetve a piszkosnak jelölt köteteken rendszerindításkor lefutott egy CHKDSK-folyamat). Az öngyógyító NTFS működése során egy NTFS-worker folyamat fut a háttérben, ami az esetleges sérült adatstruktúrák helyi javítását végzi el – ehhez nincs szükség a kötet lecsatolására, vagy Boot/System partíció esetén a szerver újraindítására – kizárólag a sérült fájlok/mappák kerülnek zárolásra a javítás ideje alatt.

### Hyper-V

A Hyper-V architektúrája

A Hyper-V egy hypervisor-alapú virtualizációs rendszer, a Microsoft virtualizációs stratégiájának központi eleme. Az operációs rendszer kernelrétegében végzi el a szerver-virtualizációt. Úgy lehet elképzelni, mint egy fizikai szerver több kisebb számítási partícióra osztását. A Hyper-V képes lesz Xen hypervisorként működni, így a Xen-képes vendég operációs rendszereket virtualizálva futtatni. A Hyper-V a Windows Server 2008 kiadásakor még nem része annak, három hónappal annak megjelenése után tervezik a megjelentetését – önálló termékként és operációsrendszer-kiadásként (a Windows Server 2008 „with Hyper-V” kiadási változatai). Mindegyik esetben csak az x86-64 architektúrán futtatható.

### Windows System Resource Manager
A Windows System Resource Manager (WSRM), ami korábban letölthető volt a Windows Server 2003 Enterprise és Datacenter változataihoz, a Windows Server 2008-ba integrálásra került. A Microsoft erőforrás-felügyeleti eszköze a folyamatok prioritását dinamikusan változtatva, megadott kritériumok (a folyamat neve, típusa vagy tulajdonosa, de akár a rendszerdátum) alapján képes azok erőforrás-felhasználását az előre beállított határértékek (processzoridő, sávszélesség, processzorok száma, lefoglalt memória) alatt tartani.

### Server Manager
A Server Manager (nem összekeverendő a Windows Server 2003 Windows NT tartományok vezérlésére szolgáló SrvMgr.exe nevű eszközével) egy új, intelligens, szerepkör-alapú menedzsment eszköz a Windows Server 2008-hoz. A Windows Server 2003-ból megismert, a telepítés után rögtön elinduló „Kiszolgáló kezelése” (Manage Your Server) és a „Biztonsági Beállítások Varázsló” (Security Configuration Wizard) ötvözete mindkettőhöz képest jelentős előrelépéseket tartalmaz. A Server Manager nem csak az új szerepkörök konfigurálásához szolgál kiindulási pontként, hanem összegyűjti a szerveren végrehajtható adminisztrációs műveleteket egyetlen alkalmazásba, és egy konszolidált, portálszerű nézetben jeleníti meg minden szerepkör állapotát.
A szerver operációs rendszer megjelenésekor a Server Managert még nem volt lehetséges távoli gépről futtatni, de a Microsoft tervei között szerepel egy kliensváltozat kifejlesztése.

### Egyéb újdonságok

#### Alapvető operációs rendszer szintű fejlesztések
- Nincsen külön egyprocesszoros kernel, minden kernelverzió (32 vagy 64 bites) többprocesszoros működésre van optimalizálva.
- Teljesen komponensekre bontott operációs rendszer.
- Javított hot patching-támogatás, azaz a kernelt nem érintő szoftverfrissítések esetén kevesebbszer lesz szükség a teljes operációs rendszer újraindítására.
- x86-64-alapú rendszereken Extensible Firmware Interface-ről (a BIOS utódja) való rendszerindítás.
- Dinamikus hardverparticionálás
  - Megfelelő hardveren processzorok és memóriamodulok menet közbeni hozzáadása.
  - Megfelelő hardveren processzorok és memóriamodulok menet közbeni cseréje.

#### Házirendek
- Az összes, csoportházirenddel kapcsolatos újítás a Windows Vistából. Beépítették a Group Policy Management Console-t (GPMC). A csoportházirend-objektumokhoz megjegyzéseket lehet fűzni, és a házirendeket (a megjegyzéseket is) indexeli a gyors kereshetőség miatt.[19]
- Házirend-alapú hálózatkezelés a Network Access Protectionnel („hálózati elérés-védelem”), mely arra törekszik, hogy csak az „egészséges” állapotú kliensek férjenek hozzá a hálózati erőforrásokhoz; a kirendeltségek továbbfejlesztett kezelése; a végfelhasználók csoportmunka-lehetőségeinek fejlesztése. Házirendekkel prioritizálni lehet a kliens-szerver hálózati sávszélességet bizonyos alkalmazások vagy szolgáltatások számára, így magasabb szolgáltatási minőséget (Quality of Service) lehet elérni.
- A Windows Server 2008 előtt egy tartományban egyetlen jelszóházirend lehetett érvényben – most megjelent a képesség a csoportonkénti vagy felhasználónkénti jelszóházirendek definiálására.

#### Lemez- és fájlkezelés
- A merevlemez köteteinek átméretezése a szerver leállítása nélkül, beleértve a rendszerpartíciót is. (Megjegyzés: ez csak az egyszerű és az átnyúló (spanned) kötetekre igaz. Csíkozott (striped) kötetet nem lehet sem kiterjeszteni, sem zsugorítani.)
- Árnyékmásolat-alapú lemezblokk-szintű biztonsági másolat készítése akár optikai médiára vagy hálózati megosztásokra. Támogatja a Windows Recovery Environmentet („helyreállítási környezet”).
- A Distributed File System (DFS) továbbfejlesztései – DFS-R replikáció (benne: különbségi replikáció támogatása) a SYSVOL megosztás számára; csak olvasható replika. Támogatja a tartomány-alapú DFS névterekben az eddigi 5000-es limitet meghaladó, névtérben található célpontra mutató mappák számát (natív Windows 2008-as szintű tartományban).[20]
- Továbbfejlesztések az átkapcsolásos fürtök (failover cluster) terén (magas rendelkezésre állású fürtök – High-availability clusters).[21]
- Az Internet Storage Naming Server (iSNS) lehetővé teszi az iSCSI merevlemezek központi regisztrációját, deregisztrációját és lekérdezését.

#### Protokollok és kriptográfia
- A Kerberos protokollban a 128 és 256 bites AES-titkosítás támogatása.
- Új kriptográfiai (CNG) API, ami támogatja az elliptikus görbe-alapú titkosítást (ECC, elliptic curve cryptography) és továbbfejlesztett tanúsítványkezelés.
- Egy új, gyártóspecifikus VPN-protokoll, a Secure Socket Tunneling Protocol.
- AuthIP, egy Microsoft-specifikus kiterjesztés az IKE kriptográfiai protokollhoz, amit az IPsec-alapú VPN-hálózatok használnak.
- A Server Message Block 2.0 protokoll az új TCP/IP protokollveremben nagyobb teljesítményt nyújt fájlmegosztások nagy késleltetésű kapcsolatokon keresztüli elérésekor, ugyanakkor nagyobb biztonságot is a kölcsönös hitelesítésen (mutual authentication) és üzenet-aláíráson keresztül.

#### A kliensoldalhoz (Windows Vistához) kapcsolódó fejlesztések
- Windows Vista kliensekről indított, Windows Server 2008 kiszolgálókon történő keresés esetén a kliensek delegálják a lekérdezést a szerver felé, ami a Windows Search technológiát használva végrehajtja a keresést és visszaküldi az eredményeket a kliensnek.
- Hálózatos környezetben a Windows Vista-kliensek képesek a nyomtatókiszolgáló számára a nyomtatási feladatot az elküldés előtt renderelni (elvégezni a képpé alakítás munkáját), ezzel csökkentve a szerver terhelését.
- Az események összegyűjtése (event forwarding) segítségével a feliratkozott Windows Vista kliensek naplóállományai összegyűjtésre és továbbításra kerülnek, hogy közvetlenül a központi kiszolgáló eseménykezelő konzolján jelenjenek meg.
- A kapcsolat nélküli fájlok helyileg gyorsítótárazódnak, ám az eddigi Windows verzióktól eltérően transzparens módon átállnak a szerveren tárolt változat használatára, amikor a szerver újra elérhetővé válik.

#### Egyebek
- A Windows Deployment Services váltja fel az Automated Deployment Servicest („automatikus telepítőszolgáltatás”) és a Távtelepítési szolgáltatást (Remote Installation Services). A Windows Deployment Services (WDS) egy továbbfejlesztett multicast üzemmódot támogat az operációsrendszer-lemezképek telepítésekor.[22]
- Az Internet Information Services 7 számos újdonsággal, megnövelt biztonsággal, komponens-alapúsággal, a konfigurációs állományok egyszerű xcopy-telepítésével, továbbfejlesztett diagnosztikai eszközökkel, delegált adminisztrációval jelentkezik.
- az opcionális „Desktop Experience” összetevő telepítésével a Windows Vista Windows Aero felhasználói felületét kaphatják meg a helyi felhasználók és a távoli asztali kapcsolattal csatlakozó ügyfelek egyaránt.

## Windows Server 2008 R2
A második kiadás, a Windows 7 kódbázisára épülő Windows Server 2008 R2 néven jelent meg.
A Microsoft a Windows Server 2008 R2-t a 2008-as fejlesztői konferencián (Professional Developers Conference) mutatta be, a Windows 7 szerverváltozataként. Utoljára a Windows 2000-nél volt ennyire összehangolva a kliens és szerver operációs rendszer fejlesztése. Egy a vállalat által kiadott tesztelési segédlet számos újítást sorol fel, köztük új virtualizációs képességetek, mint a Live Migration és a Cluster Shared Volumes (a Failover Clustering és Hyper-V használatával), csökkentett energiafogyasztás, új menedzsment-eszközök, új Active Directory-képességek, mint pl. a törölt AD-objektumok könnyű visszaállítását segítő AD „Lomtár” a 7.5-ös verziójú IIS, új FTP-szerverrel, DNSSEC-támogatással, továbbá a támogatott processzormagok számát 64-ről 256-ra növelték. A változások közül az egyik legszembetűnőbb, hogy a 32 bites processzorok (32bit Intel/AMD x86-architektúra) támogatása megszűnik, így a felhasználók csak az AMD64/Intel EMT64- és az Intel Itanium- architektúra közül választhatnak, ha a Windows 2008 R2 kiadást futtatják. A fájlkiszolgáló szerepkörben a fájlbesorolási képesség (file classification capability) az újdonság. A fájllal besorolásától függően különböző feladatok végezhetők, például megadott helyre történő másolás/mozgatás. Egy fájl többféleképpen is besorolható.
A Server Core telepítési mód továbbfejlesztett változatában az operációs rendszer teljes grafikus felülete eltávolítható. Az új Server Core támogatja a .NET Frameworköt, beleértve az ASP.NET alkalmazásokat, továbbá a Windows PowerShell 2.0-t, és a tanúsítványszolgáltatásokat.
Az R2 kiadás fejlesztésekor leginkább a teljesítmény növelésére koncentráltak; a Microsoft állítása szerint erőfeszítéseket tettek a rendszerindítás időigényének csökkentésére, az I/O műveletek sebességének megnövelésére, miközben az energiafogyasztáson is javítottak, és általában a tárolóeszközök sebességének növelésére, különösen az iSCSI-éra.
A Windows Server 2008 R2 bétaverzióját 2009. január 7-én tették hozzáférhetővé a TechNet/MSDN-előfizetők és azok számára, akik a Windows 7 Microsoft Connect-programjában már részt vesznek. Két nappal később a bétát publikusan is elérhetővé tették a Microsoft Download Centerben.
2009. április 30-án jelent meg az előzetes (RC) változat a Microsoft TechNet- és MSDN-előfizetők számára. 2009. május 5-én az RC-t mindenki számára letölthetővé tették a letöltőközpontban.

## Külső hivatkozások

### Microsoft
- A Windows Server 2008 hivatalos honlapja
- Microsoft TechCenter for Windows Server 2008
- New Networking Features in Windows Server 2008 and Windows Vista — lengthy article from Microsoft Technet covering new networking features in detail
- Funkcióbeli változások a Windows Server 2003 SP1 és a Windows Server 2008 között
- Windows Server 2008 Technical Overview

## Fordítás
- Ez a szócikk részben vagy egészben a Windows Server 2008 című angol Wikipédia-szócikk ezen változatának fordításán alapul.  Az eredeti cikk szerkesztőit annak laptörténete sorolja fel. Ez a jelzés csupán a megfogalmazás eredetét és a szerzői jogokat jelzi, nem szolgál a cikkben szereplő információk forrásmegjelöléseként.